# Графиня де Монсоро
«Графиня де Монсоро» — історичний роман французьких письменників Александра Дюма-батька і Огюста Маке, опублікований у 1846 році. Своєю назвою вона зобов'язана графам, які були власниками знаменитого замку Монсоро. Це другий роман трилогії про гугенотські війни. Історія трагічного кохання сміливця-красеня графа де Бюссі та чарівної Діани де Мерідор, згодом де Монсоро, переплетена з політичними інтригами, що відбуваються у Франції у часи правління Генріха III, трон якого хотів забрати собі його рідний брат — Франсуа (герцог Алансонський), а також де Ґізи.

## Сюжет
Друга половина XVI століття, Франція. У Парижі править Генріх III Валуа. Король слабкий, безвладний, примхливий і дуже релігійний, не схильний активно займатися державними справами, не надто популярний у народі. Він оточує себе фаворитами, серед яких виділяється п'ятірка «міньйонів» (поплічників — від фр. mignon — фаворит), яку очолює граф де Келюс — найближчі особисті друзі короля. Міньйонам короля протистоять «анжуйці» — четвірка дворян з почту герцога Анжуйського, на чолі з блискучим графом де Бюссі, бретером і поетом, відомим великою кількістю любовних пригод. Одним з небагатьох ділових політиків при дворі є королівський блазень Шико. Добрий, розумний, далекоглядний, прекрасний фехтувальник, він має величезний вплив на Генріха і постійно в таємниці веде свою гру в інтересах короля. Генріх III ненавидить і боїться Бюссі, Шико, навпаки, відноситься до графа з неприхованою симпатією і постійно натякає королю, що було б непогано залучити де Бюссі на свій бік. Герцог Анжуйський успадковує після бездітного Генріха французьку корону, але він не проти поквапити події. Шико з'ясовує, що партія де Ґізів, які очолюють Католицьку лігу й дуже популярні серед парижан-католиків, готує переворот. Ґізи таємно організовують помазання на царство герцога Анжуйського, прикидаючись, що збираються віддати престол йому як законному спадкоємцю Генріха, щоб заручитися його підтримкою. Один із найближчих людей герцога — граф де Монсоро — активно бере участь у таємних справах Анжуйця та Ґізів, за що принц випрошує для нього у короля придворну посаду головного ловецького.
На весіллі одного з поплічників, Франсуа д'Еспіне де Сен-Люка і Жанни, доньки маршала де Бріссака, де Бюссі свариться з міньйонами, і ті вночі нападають на нього вп'ятьох. Де Бюссі, попереджений про майбутній напад де Сен-Люком, хоробро захищається, але зазнає важкого поранення; його рятують лише раптово відкриті двері одного з будинків у провулку, де йшов бій. Господиня будинку та її служниця надають де Бюссі допомогу, а таємно запрошений лікар Ремі виліковує графа. Прокинувшись наступного дня на вулиці, де Бюссі згадує прекрасну жінку, бачену в маренні. Ледь прийшовши в себе, він кидається на пошуки і з допомогою зустрінутого ним Ремі досягає мети — знайомиться з господинею дому, яка виявляється Діаною де Монсоро, до шлюбу де Мерідор. Бюссі та Діана відразу ж закохуються один в одного. Діана розповідає, що була викрадена людьми герцога Анжуйського, який був зачарований нею. Граф де Монсоро, також закоханий у Діану, організував її втечу. Граф був огидний Діані, але безчестя лякало її сильніше, і вона прийняла його допомогу. Монсоро відвіз Діану до Парижу, і через деякий час, залякавши можливими підступами принца, переконав погодитися на шлюб з ним.
Тим часом король, нудьгуючи, не відпускає де Сен-Люка до дружини. Одужавши після поранень, Бюссі проводить Жанну до палацу, переодягнувши її у свого пажа. Чоловік з дружиною, нарешті, зустрічаються. Молодята потішаються над релігійним королем з допомогою духової труби, в яку вони кричать: «Покайся, грішник!». Розкривши їх витівку, оскаженілий Генріх видаляє де Сен-Люка і Жанну з палацу, і ті вирушають до Мерідора, де розраховують знайти притулок у Діани, яка виявляється давньою подругою Жанни.
Бюссі хоче допомогти Діані позбутися ненависного шлюбу. Він привозить до Парижу барона де Мерідор, якого, Монсоро ввів в оману, розповівши про смерть доньки. Оскільки шлюб вже укладений, єдиний спосіб позбутися його — просити короля визнати шлюб недійсним. Бюссі звертається до свого сеньйора — герцога Анжуйського, не будучи повністю обізнаний про глибину інтриг між графом де Монсоро і принцом щодо викрадення Діани і змови Ґізів. Після першого ж натяку Монсоро на їхні брудні таємниці принц зраджує де Бюссі: замість свідоцтва про розірвання шлюбу він дозволяє де Монсоро представити дружину до двору, що остаточно узаконить їхній шлюб. Після представлення Діани двору Монсоро, ревнуючи до принца, відправляє її у Мерідор до батька.
Завдяки своєчасній допомозі Шико, Генріх III придушує першу спроба перевороту Ґізів: король бере під своє командування Католицьку лігу, а герцога Анжуйського садить під домашній арешт у Луврі. Генріх Наваррський організовує герцогу втечу, той ховається в Анжу і починає готуватися до війни з Парижем. Генріх III віддає наказ про арешт анжуйців, але тим вдається втекти. Бюссі, попереджений Шико, ще раніше їде з Парижа, оселяється в Анжері, за декілька миль від замку Мерідор, і закохані починають регулярно зустрічатися. Повернувшись з Парижа, Монсоро застає їх під час прогулянки разом, але не впізнає Бюссі — він вважає, що Діани домагається принц. Де Сен-Люк викликає Монсоро на поєдинок і важко ранить його, але Ремі, що знаходився неподалік, якого де Бюссі взяв до себе особистим лікарем, своєчасно надає графу медичну допомогу, і Монсоро поправляється. Він вирішує повернути Діану до Парижу. Одночасно з цим королева-мати прибуває в Анжер, щоб переконати герцога Анжуйського відмовитися від військових планів. Під натиском Бюссі, який прагне до Парижа, герцог погоджується.
На прийомі у короля Бюссі чекає приниження з боку чотирьох міньйонів. Тому він викликає їх на дуель. Щоб дотримати рівність сторін, домовляються, що разом з Бюссі будуть битися троє його друзів-анжуйців. Для дуелі призначається день, наступний за святом Святих Дарів. Пари дуелянтів розподіляються за жеребом. Бюссі дістається в супротивники д'Епернон.
Ґізи планують під час свята Святих Дарів захопити короля, силою вирвати у нього зречення від престолу і звести на трон Франції свого короля. Шико вчасно дізнається про ці плани і влаштовує пастку, підмінивши короля на святковій ході і прийшовши замість нього до церкви, де чекали Ґізи. Втім, план Шико виконується не в повній мірі; головним змовникам вдається втекти, скориставшись таємним ходом.
Герцог Анжуйський дізнається про стосунки де Бюссі та Діани. Через ревнощі та страх перед Бюссі, що має вплив на принца, він розповідає про все графу де Монсоро і допомагає влаштувати засідку на Бюссі. У підготовці пастки бере участь д'Епернон, відверто наляканий перспективою дуелі з Бюссі. Де Бюссі, який відбився від засідки і був важко поранений, вбивають за наказом герцога Анжуйського. Діану рятує із засідки де Сен-Люк. Згодом він доповідає королю про вбивство, свідком якого став. Дуель між трьома анжуйцями, що залишилися, і трьома міньйонами відбулася наступного дня після вбивства Бюссі (д'Епернон, позбувшись противника, в дуелі участі не брав); п'ятеро були вбиті, включаючи важко пораненого де Келюса. Живим залишився лише анжуєць Антраге, який тікає з Парижа.

## Роман і реальні історичні події та персонажі
Роман, написаний у 1846 році, спочатку виходив у вигляді окремих публікацій в газеті. Майже всіх дійових осіб роману згадує в мемуарах сучасник описуваних подій П'єр де Бурдейль Брантом (1535—1614), однак Дюма по-іншому розставив їх і багато що змінив у вчинках та мотивах героїв.
Показана в заключній сцені роману «дуель міньйонів» в дійсності не мала під собою жодного політичного підґрунтя, а була досить пересічною сутичкою через особисті амбіції шляхтичів, які брали в ній участь. Лише незвичайний розвиток подій (втручання секундантів у сутичку і реакція короля) зробили з неї значиму історичну подію.
Учасники цієї дуелі, як, втім, й інші згадані в романі історичні особи, зазнали в романі Дюма значних змін. Шарль де Бальзак, сеньйор д'Антраге (1541—1613) в описуваний час виступав проти короля на стороні Ґізів. Жак де Леві, граф де Келюса (1554—1578) був, як і в романі, фаворитом Генріха III, на «дуелі міньйонів» він разом з Можироном та Ліваро бився проти Антраге, Рібейрака та Шомберга. Реальний Жорж де Шомберг був міньйоном Генріха, але виступав на дуелі міньйонів як і другий секундант д'Антраге, тобто, умовно, на стороні «гізів», і бився з таким же, як він сам, міньйоном Ліваро; Дюма поставив його на більш природний для його становищя бік. Ще один з міньйонів, Жан-Луї де Ногаре де ла Валетт, герцог д'Епернон (1554—1642), в дійсності зовсім не мав стосунку до цієї дуелі; показаний у Дюма як боязкий і підлий, насправді, згідно з Бурдейлем, він був галантним і хоробрим дворянином. Ще один реальний історичний персонаж, який потрапив у роман — фаворит Генріха III, чудовий фехтувальник Франсуа д'Епіне де Сен-Люк, барон де Кревкер(1554—1597) користувався милістю і при Генріху IV, який призначив його губернатором Бретані.
У реальній дуелі міньйонів загинули троє: Рібейрак, Можірон та Шомберг. Д'Антраге відбувся подряпиною на руці, Ліваро був важко поранений, але оговтався і загинув декількома роками пізніше, на черговий дуелі. Келюса отримав 19 поранень, стараннями короля вижив і пішов на поправку. Але через місяць після дуелі він необережно вирішив покататися на коні; рани відкрилися, і граф помер на руках короля, який склав на його честь епітафію, що починалася словами: «Він прийняв честь, але не безчестя».
Знаменитий Луї де Клермон, сеньйор де Бюссі д'Амбуаз (1549—1579), фаворит герцога Анжуйського, в 1576 році став губернатором провінції Анжу, незадовго перед тим подарованої герцогу, в дійсності не мав до дуелі міньйонів жодного стосунку і загинув через рік. При цьому обставини його загибелі близькі до описаних у романі: його заманив у пастку і вбив Шарль де Шамб, граф де Монсоро, який довідався, що Бюссі є коханцем його дружини. Дюма сильно змінив як історію так і образи героїв: реальний де Бюссі аж ніяк не був бездоганним лицарем (у Варфоломіївську ніч він убив декількох своїх родичів, отримавши в підсумку значну спадщину), а реальний Монсоро — породженням зла, добившись дружини силою (насправді історія його шлюбу цілком звичайна). Крім того, реальний де Бюссі не був графом, він був старшим сином Жака де Клермона, барона де Бюссі д'Амбуаз (1525—1587) і за правом майорату міг успадкувати батьківський титул.

## Екранізації
- «Графиня де Монсоро» — 1913 рік, Франція, режисер Моріс Тоурнер
- «Графиня де Монсоро» — 1913 рік, Франція, режисер Еміл Шотар
- «Графиня де Монсоро» — 1925 рік, Франція, режисер Рене ле Сомптьєр, в головній ролі Женев'єва Фелікс
- «Графиня де Монсоро» — 1971 рік, (телесеріал) Франція, режисер Яннік Андреї, в головній ролі Карін Петерсен
- «Графиня де Монсоро» — 1997 рік, Росія (телесеріал), режисер Володимир Попков, в головній ролі Габріелла Маріані
- «Графиня де Монсоро» — 2008 рік, Франція, режисер Мішель Хассан, в головній ролі Естер Нубіола